# Esterún
Esterún es una entidad de población española del municipio de Valle de Bardají, perteneciente a la provincia de Huesca, en la comunidad autónoma de Aragón.

## Historia
No se tienen noticias de la población hasta la Edad Contemporánea, probablemente debido a su pequeño tamaño ya que en varios censos nunca rebasó las tres casas habitadas.

## Patrimonio

### Iglesia de San Antonio
Se trata de un templo del siglo XII de estilo románico construido en sillarejo,  aunque ha tenido varias reformas a lo largo de los siglos.
Consta de una sola nave con dos capillas laterales construidas en entre los siglos XVII y XVIII que le dan una planta de cruz latina que se cubre con bóveda de cañón y el ábside con bóveda de cuarto de esfera.
En el interior cuenta con una ventana rectangular de tosca con gran derrame interior abierta al sudeste en el ábside, al igual que con un sepulcro rectangular bajo la misma. En la capilla norte hay un nicho y una estrecha ventana con derrame interior en el muro este, mientras que en la capilla sur hay un nicho al oeste y un hueco en el muro este con una hendedura que permite ya ver el exterior. En el muro interior oeste se encuentra el coro, aunque las vigas del muro norte han desaparecido junto con la escalera de madera.
En el exterior hay que remarcar la presencia de una espadaña campanario de doble ojo a los pies del templo, donde hasta el 2012 se encontraba aun una campana que fue expoliada junto con la pila bautismal.
La entrada al templo se ubica en el muro sur y está formada por grandes dovelas, aunque varias se han derrumbado, con dintel interior que se ubicaba bajo un pórtico hoy día derrumbado.
El 27 de septiembre del 2022 el templo entró junto con la iglesia de Santa Bárbara de Aniés a la Lista Roja del Patrimonio de Hispania Nostra debido a su peligro de colapso.

## Demografía
En el único noménclator de la población, el de 1930, en Esterún vivían 19 personas. En 2023, la entidad singular de población tenía empadronados tres habitantes.

## Fiestas
Antes de que el pueblo quedase desierto se celebraban las fiestas el día 17 de enero conjuntamente con la población de Llert, celebrándose ahí la misa mientras que los bailes se celebraban en Casa Pedro de Esterún.